# Mereba
Marian Mereba (Montgomery, 19 de setembro de 1990), mais conhecida como Mereba é uma cantora, compositora e produtora estadunidense.

## Biografia
Nascida em Montgomery, Alabama, em 19 de setembro de 1990, Mereba foi criada na Pensilvânia e desenvolveu um interesse por música aos quatro anos. Começando com o canto, Mereba acabou aprendendo a tocar piano e, em seguida, violão. Os pais de Mereba se mudavam com frequência para acomodar seus empregos como professores universitários. Por causa disso, ela foi criada em torno de pessoas diferentes com uma ampla variedade de origens. Ela começou a escrever canções na escola primária e disse que eram "uma forma de processar seus sentimentos de muitas vezes se sentir uma estranha em seu ambiente". Mereba foi para o ensino médio em Greensboro, Carolina do Norte. Ela também passou quase um ano morando na Etiópia, o país natal de seu pai. Sua mãe é afro-americana e nasceu e foi criada em Milwaukee, Wisconsin.

### Educação
Depois de se formar no ensino médio aos 17 anos, Mereba continuou sua educação por insistência de seus pais, estudando na Carnegie Mellon University em Pittsburgh. Ela acabou se transferindo em 2009 para a faculdade feminina de artes liberais Spelman College em Atlanta, Geórgia, buscando mergulhar no legado da faculdade historicamente para mulheres negras. Mereba se formou na Spelman em 2011 com um diploma de inglês e especialização em música.

## Carreira

### 2013–2017:Room For Livinge Spillage Village
Depois de passar anos se apresentando na cena da música indie em Atlanta, Mereba lançou seu primeiro projeto Room For Living (EP), em 14 de fevereiro de 2013.
Mereba colaborou com o coletivo de hip-hop de Atlanta, Spillage Village, em seu lançamento de 2015, Bears Like This Too., e tornou-se membro do coletivo. Ela também tem colaborações com os membros do Spillage Village: EarthGang, Jid e 6lack.

### 2018–2019:The Jungle Is The Only Way Out
Em 2018, a Mereba foi assinada pela Interscope Records. Os singles "Black Truck" e "Planet U" foram lançados em 2018, e viriam a aparecer em seu álbum de estreia, The Jungle Is The Only Way Out, lançado em 27 de fevereiro de 2019.

## Discografia

### Álbuns de estúdio
| Título                         | Lançamento              | Ref.   |
| ------------------------------ | ----------------------- | ------ |
| The Jungle Is The Only Way Out | 27 de fevereiro de 2019 | [ 19 ] |
| Spilligion (coletivo)          | 25 de setembro de 2020  | [ 20 ] |

### EPs
| Título               | Lançamento              | Ref.   |
| -------------------- | ----------------------- | ------ |
| Room For Living      | 14 de fevereiro de 2013 | [ 7 ]  |
| Kotton House, Vol. 1 | 10 de fevereiro de 2017 | [ 21 ] |

### Singles
| Título         | Lançamento              | Ref.   |
| -------------- | ----------------------- | ------ |
| "September"    | 3 de junho de 2014      | [ 22 ] |
| "Radio Flyer"  | 24 de junho de 2014     | [ 23 ] |
| "Bet"          | 6 de setembro de 2016   | [ 24 ] |
| "Black Truck"  | 9 de fevereiro de 2018  | [ 25 ] |
| "Planet U"     | 27 de setembro de 2018  | [ 26 ] |
| "Late Bloomer" | 20 de dezembro de 2018  | [ 27 ] |
| "Sandstorm"    | 25 de fevereiro de 2019 | [ 28 ] |